# Apertochrysa triactinata
Apertochrysa triactinata là một loài côn trùng trong họ Chrysopidae thuộc bộ Neuroptera. Loài này được New miêu tả năm 1980.